# Jennifer De Temmerman
Pour les articles homonymes, voir Temmerman.
Jennifer De Temmerman, née le 16 février 1977 à Valenciennes, est une femme politique française.
Elle est élue en 2017 députée de la quinzième circonscription du Nord sous l'étiquette de La République en marche, parti qu'elle quitte deux ans plus tard. De mai à octobre 2020, elle siège dans le nouveau groupe parlementaire Écologie démocratie solidarité, qu'elle cofonde avec 16 autres membres ou transfuges de LREM. Elle siège ensuite dans le groupe Libertés et Territoires. Elle ne se représente pas en 2022.

## Biographie

### Jeunesse, vie professionnelle et privée
Née le 16 février 1977 à Valenciennes, Jennifer De Temmerman a grandi dans un ancien coron d’Anzin, avant de déménager à Aulnoy-lez-Valenciennes.
Elle obtient son bac A1 en 1994 avec mention bien au lycée Henri Wallon, puis suit deux années de classe préparatoire d'abord au lycée Henri Watteau de Valenciennes, puis au lycée Faidherbe de Lille.
Elle est d'abord apprentie en librairie en parallèle de ses études universitaires en lettres classiques à l'université Charles de Gaulle-Lille III. Après l'obtention de son CAPES, elle enseigne en lettres classiques pendant douze ans dans la région valenciennoise. Sa volonté d'évoluer dans sa carrière la pousse ensuite à reprendre des cours à l'IPAG de Valenciennes afin de se préparer au concours interne d'attachée d'administration de l'éducation nationale et de l'enseignement supérieur. Elle est alors nommée gestionnaire de collège à Bailleul et Cassel dans la 15e circonscription du Nord, activité qu'elle reprend en septembre 2022 à Mons-en-Barœul.
Elle est mariée et mère de deux enfants.

### Vie politique
Jennifer De Temmerman est élue députée dans la quinzième circonscription du Nord lors des élections législatives de 2017 en obtenant 60,76 % des voix au second tour face au candidat FN Pascal Prince,. 
À l'Assemblée nationale, elle est membre du groupe La République en marche et secrétaire de la Commission du Développement durable et de l'Aménagement du territoire. Elle est également vice-présidente de la délégation française de l'Assemblée parlementaire du Conseil de l'Europe (APCE).
En septembre 2018, après la nomination de François de Rugy au gouvernement, elle soutient la candidature de Barbara Pompili à la présidence de l'Assemblée nationale. En juillet 2019, à l'occasion de la remise en jeu des postes au sein de la majorité, elle se porte candidate à la questure.
En novembre 2019, elle dénonce le nouveau plan du gouvernement en matière d'immigration et déclare, au sein de l'Assemblée nationale : « Est-ce que nous allons ce matin, je vous le dis, achever l'humanisme ? ». Elle cosigne une tribune avec dix autres députés LREM pour s’opposer aux mesures prévues par le gouvernement sur l’immigration concernant la santé et notamment l’aide médicale d'État (AME), plaidant pour ne pas céder « à l’urgence et à la facilité ». Le même mois, elle quitte le groupe LREM pour rejoindre les non-inscrits, évoquant l’« aboutissement d’un processus ». Elle quitte aussi le parti LREM. Elle indique s'être interrogée « sur le sens de [son] appartenance à La République en marche depuis le départ de Nicolas Hulot du gouvernement », et avoir eu « un déclic » en s'exprimant à l'Assemblée, sans l'avoir prémédité, contre un amendement, déposé par surprise, réduisant de 15 millions d’euros le budget de l’aide médicale d'État. Analysant ses votes successifs à l'Assemblée, Le Figaro estime que son profil « témoigne [...] d'un éloignement progressif » vis-à-vis des positions du groupe LREM, « qui pouvait laisser présager de ce départ ».
Elle fait partie des signataires de la motion de censure contre le gouvernement, déposée par les groupes socialiste, insoumis et de la Gauche démocrate et républicaine en février 2020, à la suite de l'annonce de l'utilisation de l'article 49.3 concernant la réforme des retraites.
En mai 2020, elle participe à la fondation du nouveau groupe parlementaire Écologie démocratie solidarité, avec des membres et anciens membres de LREM. Elle vote contre la confiance au gouvernement Jean Castex.
En octobre 2020 elle rejoint le groupe Libertés et territoires et de ce fait le Groupe Écologie démocratie solidarité cesse d'exister,.
Elle figure sur la liste d'union de la gauche dirigée par Karima Delli pour les élections régionales de 2021 dans les Hauts-de-France.
Elle ne se représente pas aux élections de 2022 et soutient la candidate de la Nupes. Elle adhère la meme année au Parti socialiste et soutient le texte d'orientation « Refondations » et le candidat Nicolas Mayer-Rossignol lors des votes de janvier 2023.
En 2024, lors des élections européennes, elle figure sur la liste d'alliance entre le Parti socialiste et Place Publique menée par Raphaël Glucksmann, à la 40e place.